# Căianu-Vamă
Căianu-Vamă – wieś w Rumunii, w okręgu Kluż, w gminie Căianu. W 2011 roku liczyła 353 mieszkańców.